# J.K. Simmons
Jonathan Kimble Simmons (født 9. januar 1955 i Detroit i Michigan i USA) er en amerikansk skuespiller, der havde sit gennembrud med HBO-serien Oz. Han er muligvis bedst kendt for sin rolle som J. Jonah Jameson i Spider-manfilmene. Simmons gik på University of Montana. Han er gift med Michelle Schumacher som også medvirkede i Oz i 9 episoder som Norma Clark. For rollen som Terence Fletcher i Whiplash, vandt Simmons Oscaren for bedste mandlige birolle i 2015.

## Filmografi
| Year | Title                                                       | Role                        | Notes | Ref.          |
| ---- | ----------------------------------------------------------- | --------------------------- | --- | ------------- |
| 1994 | The Ref                                                     | Colonel Siskel              | | [ 2 ]         |
| 1994 | The Scout                                                   | Assistant Coach             | | [ 3 ]         |
| 1996 | The First Wives Club                                        | Federal Marshal             | | [ 4 ]         |
| 1996 | Extreme Measures                                            | Dr. Mingus                  | | [ 5 ]         |
| 1997 | Love Walked In                                              | Mr. Shulman                 | | [ 2 ]         |
| 1997 | Crossing Fields                                             | Guy                         | | [ 6 ]         |
| 1997 | The Jackal                                                  | Timothy I. Witherspoon      | | [ 7 ]         |
| 1997 | Anastasia                                                   | Additional Voices           | | [ 8 ]         |
| 1998 | Celebrity                                                   | Souvenir Hawker             | | [ 9 ]         |
| 1998 | Above Freezing                                              | Hoyd                        | | [ 10 ]        |
| 1999 | Hit and Runway                                              | Ray Tilman                  | | [ 2 ]         |
| 1999 | Æblemostreglementet                                         | Ray Kendall                 | | [ 11 ]        |
| 1999 | For Love of the Game                                        | Frank Perry                 | | [ 12 ]        |
| 1999 | I Lost My M in Vegas                                        | Yellow                      | Voice, short film | [ 2 ]         |
| 2000 | Autumn in New York                                          | Dr. Tom Grandy              | | [ 13 ]        |
| 2000 | The Gift                                                    | Sheriff Pearl Johnson       | | [ 14 ]        |
| 2001 | The Mexican                                                 | Ted Slocum                  | | [ 15 ]        |
| 2002 | Spider-Man                                                  | J. Jonah Jameson            | | [ 16 ]        |
| 2003 | Disposal                                                    | Old-Age Hunter              | Short film | [ 2 ]         |
| 2003 | Off the Map                                                 | George                      | | [ 13 ]        |
| 2004 | Hidalgo                                                     | William "Buffalo Bill" Cody | | [ 17 ]        |
| 2004 | The Ladykillers                                             | Garth Pancake               | | [ 18 ]        |
| 2004 | Spider-Man 2                                                | J. Jonah Jameson            | | [ 19 ]        |
| 2005 | Thank You for Smoking                                       | B.R.                        | | [ 20 ]        |
| 2005 | Pom Poko                                                    | Seizaemon                   | Voice, English dub | [ 21 ] [ 22 ] |
| 2005 | Harsh Times                                                 | Agent Richards              | | [ 23 ]        |
| 2006 | First Snow                                                  | Vacaro                      | | [ 20 ]        |
| 2006 | The Astronaut Farmer                                        | Jacobson                    | | [ 24 ]        |
| 2007 | Spider-Man 3                                                | J. Jonah Jameson            | | [ 25 ]        |
| 2007 | Postal                                                      | Candidate Welles            | | [ 26 ]        |
| 2007 | Juno                                                        | Mac MacGuff                 | | [ 27 ]        |
| 2007 | Rendition                                                   | Lee Mayer                   | | [ 28 ]        |
| 2008 | Burn After Reading                                          | CIA Superior                | | [ 29 ]        |
| 2009 | The Vicious Kind                                            | Donald Sinclaire            | | [ 30 ]        |
| 2009 | New in Town                                                 | Stu Kopenhafer              | | [ 31 ]        |
| 2009 | The Way of War                                              | Sergeant Mitchell           | | [ 30 ]        |
| 2009 | Red Sands                                                   | Lieutenant Colonel Arson    | | [ 30 ]        |
| 2009 | I Love You, Man                                             | Oswald Klaven               | | [ 32 ]        |
| 2009 | Aliens in the Attic                                         | Skip                        | Voice | [ 33 ] [ 22 ] |
| 2009 | Post Grad                                                   | Roy Davies                  | | [ 34 ]        |
| 2009 | Extract                                                     | Brian                       | | [ 35 ]        |
| 2009 | Up in the Air                                               | Bob                         | | [ 36 ]        |
| 2009 | Jennifer's Body                                             | Mr. Wroblewski              | | [ 37 ]        |
| 2010 | 4192: The Crowning of the Hit King                          | The Narrator                | Voice, documentary | [ 38 ]        |
| 2010 | Crazy on the Outside                                        | Ed                          | | [ 39 ]        |
| 2010 | An Invisible Sign                                           | Mr. Jones                   | | [ 40 ]        |
| 2010 | A Beginner's Guide to Endings                               | Uncle Pal                   | | [ 41 ]        |
| 2010 | Megamind                                                    | Warden                      | Voice | [ 42 ] [ 22 ] |
| 2010 | Cats & Dogs: The Revenge of Kitty Galore                    | Gruff K-9                   | Voice | [ 43 ] [ 22 ] |
| 2010 | True Grit                                                   | J. Noble Daggett            | Voice, uncredited |               |
| 2011 | The Music Never Stopped                                     | Henry Sawyer                | | [ 44 ]        |
| 2011 | The Good Doctor                                             | Detective Krauss            | | [ 45 ]        |
| 2011 | Blackstone                                                  | Detective Burke             | Short film | [ 2 ]         |
| 2011 | Young Adult                                                 | Mavis's Publisher           | Voice, uncredited | [ 46 ]        |
| 2012 | The Words                                                   | Mr. Jansen                  | | [ 47 ]        |
| 2012 | Contraband                                                  | Captain Camp                | | [ 48 ]        |
| 2012 | Adventure Planet                                            | President of Capitol State  | Voice |               |
| 2013 | Jobs                                                        | Arthur Rock                 | | [ 49 ]        |
| 2013 | Dark Skies                                                  | Edwin Pollard               | | [ 50 ]        |
| 2013 | 3 Geezers!                                                  | J. Kimball                  | | [ 51 ]        |
| 2013 | Labor Day                                                   | Mr. Jervis                  | | [ 52 ]        |
| 2013 | The Heeler                                                  | Roscoe                      | Short film | [ 52 ]        |
| 2013 | The Magic Bracelet                                          | The Shaman                  | Short film | [ 52 ]        |
| 2013 | Whiplash                                                    | Terence Fletcher            | Short film | [ 53 ]        |
| 2014 | Whiplash                                                    | Terence Fletcher            | Academy Award for Best Supporting Actor AACTA International Award for Best Supporting Actor Alliance of Women Film Journalists Award for Best Supporting Actor Austin Film Critics Association Award for Best Supporting Actor BAFTA Award for Best Actor in a Supporting Role Chicago Film Critics Association Award for Best Supporting Actor Critics' Choice Movie Award for Best Supporting Actor Dallas-Fort Worth Film Critics Association Award for Best Supporting Actor Independent Spirit Award for Best Supporting Male Florida Film Critics Circle Award for Best Supporting Actor Golden Globe for bedste mandlige birolle - film London Film Critics Circle Award for Supporting Actor of the Year Los Angeles Film Critics Association Award for Best Supporting Actor New York Film Critics Circle Award for Best Supporting Actor New York Film Critics Online Award for Best Supporting Actor Satellite Award for Best Supporting Actor - Motion Picture Screen Actors Guild Award for Outstanding Performance by a Male Actor in a Supporting Role St. Louis Gateway Film Critics Association Award for Best Supporting Actor Toronto Film Critics Association Award for Best Supporting Actor Washington D.C. Area Film Critics Association Award for Best Supporting Actor Nominated - Online Film Critics Society Award for Best Supporting Actor Nominated - San Diego Film Critics Society Award for Best Supporting Actor Nominated - San Francisco Film Critics Circle Award for Best Supporting Actor Nominated - Saturn Award for Best Supporting Actor Nominated - MTV Movie Award for Best Villain | [ 53 ]        |
| 2014 | Barefoot                                                    | Dr. Bertleman               | | [ 54 ]        |
| 2014 | Break Point                                                 | Jack                        | | [ 55 ]        |
| 2014 | The Boxcar Children                                         | Dr. Moore                   | Voice | [ 56 ] [ 22 ] |
| 2014 | Murder of a Cat                                             | Sheriff Frank Hoyle         | | [ 57 ]        |
| 2014 | The Rewrite                                                 | Dr. Hal Lerner              | | [ 58 ]        |
| 2014 | Men, Women & Children                                       | Allison's Dad               | | [ 55 ]        |
| 2014 | Ava & Lala                                                  | General Tiger               | Voice | [ 55 ]        |
| 2015 | The Jay Z Story                                             | Nas                         | Short film | [ 55 ]        |
| 2015 | April and the Extraordinary World                           | Rodrigue                    | Voice | [ 22 ]        |
| 2015 | Terminator Genisys                                          | O'Brien                     | | [ 59 ]        |
| 2015 | The Meddler                                                 | "Zipper"                    | | [ 60 ]        |
| 2015 | Worlds Apart                                                | Sebastian                   | | [ 61 ]        |
| 2016 | Kung Fu Panda 3                                             | Kai                         | Voice | [ 62 ] [ 22 ] |
| 2016 | Zootopia                                                    | Mayor Lionheart             | Voice | [ 55 ] [ 22 ] |
| 2016 | Punching Henry                                              | Jay Warren                  | | [ 55 ]        |
| 2016 | La La Land                                                  | Bill                        | | [ 63 ]        |
| 2016 | The Late Bloomer                                            | James Newmans               | | [ 64 ]        |
| 2016 | The Accountant                                              | Ray King                    | | [ 65 ]        |
| 2016 | Patriots Day                                                | Sergeant Jeffrey Pugliese   | | [ 66 ]        |
| 2017 | Rock Dog                                                    | Khampa                      | Voice | [ 55 ] [ 22 ] |
| 2017 | All Nighter                                                 | Mr. Gallo                   | | [ 67 ]        |
| 2017 | The Black Ghiandola                                         | Ralph Aceto                 | Short film | [ 68 ]        |
| 2017 | The Bachelors                                               | Bill Palet                  | | [ 69 ]        |
| 2017 | Renegades                                                   | Levin                       | | [ 70 ]        |
| 2017 | I'm Not Here                                                | Steve                       | | [ 71 ]        |
| 2017 | The Snowman                                                 | Arve Stop                   | |               |
| 2017 | Justice League                                              | James Gordon                | | [ 72 ]        |
| 2017 | Father Figures                                              | Roland Hunt                 | | [ 73 ]        |
| 2018 | A Boy Called Sailboat                                       | Ernest                      | |               |
| 2018 | The Boxcar Children: Surprise Island                        | Dr. Moore                   | Voice | [ 22 ]        |
| 2018 | The Front Runner                                            | Bill Dixon                  | | [ 74 ]        |
| 2019 | Fanboy                                                      | J.K., Frank Perry           | Short film |               |
| 2019 | Spider-Man: Far From Home                                   | J. Jonah Jameson            | Cameo |               |
| 2019 | 3 Days with Dad                                             | Joey                        | |               |
| 2019 | Klaus                                                       | Klaus                       | Voice | [ 22 ]        |
| 2019 | 21 Bridges                                                  | Captain Matt McKenna        | |               |
| 2020 | Palm Springs                                                | Roy Schlieffen              | |               |
| 2021 | The Tomorrow War                                            | James Forester              | |               |
| 2021 | Ride the Eagle                                              | Carl                        | |               |
| 2021 | Venom: Let There Be Carnage                                 | J. Jonah Jameson            | Uncredited cameo; mid-credits scene |               |
| 2021 | Seal Team                                                   | Claggart                    | Voice | [ 22 ]        |
| 2021 | Ghostbusters: Afterlife                                     | Ivo Shandor                 | Cameo |               |
| 2021 | Being the Ricardos                                          | William Frawley             | Nominated - Academy Award for Best Supporting Actor Nominated - Critics' Choice Movie Award for Best Supporting Actor Nominated - Houston Film Critics Society Award for Best Supporting Actor Nominated - Satellite Award for Best Supporting Actor - Motion Picture |               |
| 2021 | National Champions                                          | Coach James Lazor           | |               |
| 2021 | Spider-Man: No Way Home                                     | J. Jonah Jameson            | | [ 75 ]        |
| 2022 | Morbius                                                     | J. Jonah Jameson            | Cameo; deleted scenes | [ 76 ]        |
| 2022 | Marmaduke                                                   | Zeus                        | Voice |               |
| 2022 | Chip 'n Dale: Rescue Rangers                                | Captain Putty               | Voice | [ 22 ]        |
| 2022 | Glorious                                                    | Ghatanothoa                 | Voice | [ 77 ]        |
| 2023 | Little Brother                                              | Warren Duffy                | |               |
| 2023 | One Day as a Lion                                           | Walter Boggs                | | [ 78 ]        |
| 2023 | Rally Road Racers                                           | Gnash                       | Voice | [ 79 ]        |
| 2023 | Spider-Man: Across the Spider-Verse                         | J. Jonah Jameson            | Voice | [ 80 ] [ 22 ] |
| 2023 | The Venture Bros.: Radiant Is the Blood of the Baboon Heart | Ben                         | Voice |               |
| 2024 | Red One                                                     | Santa Claus                 | Post-production | [ 81 ]        |
| TBA  | The Union                                                   |                             | Post-production | [ 82 ]        |
| TBA  | You Can't Run Forever                                       | Wade                        | Post-production |               |
| TBA  | Juror No. 2                                                 |                             | Post-production | [ 83 ]        |